# 59. nordlige breddekreds
Den 59. nordlige breddekreds (eller 59 grader nordlig bredde) er en breddekreds, der ligger 59 grader nord for ækvator. Den løber gennem Europa, Asien, Stillehavet, Nordamerika og Atlanterhavet.